# 角頭—浪流連
《角頭—浪流連》是一部2021年上映的臺灣黑幫電影。由姜瑞智執導，鄭人碩、謝欣穎、高捷、龍劭華、柯叔元、盛鑑、曾莞婷、古斌等主演。

## 劇情
故事時間發生在《角頭2：王者再起》6年前，身為角頭兄弟的阿慶遇到了攝影師小淇進而衍生出一段相愛卻不能相守的愛情故事。阿慶在一場宴會上不小心摔壞了小淇的鏡頭，設法向小淇賠罪，而浪漫的阿慶也因此打動小淇的芳心，兩人由仇家變成情侶。但江湖總是腥風血雨，湳沆角頭的「世界」為了一樁都更案的利益，想要設法鬥倒北館，不僅讓北館深陷危機，也讓阿慶與小淇的戀曲受到了命運的考驗。

## 演員陣容

### 主角
| 演員   | 角色           | 介紹 |
| 鄭人碩 | 林玉慶（阿慶） | 北館五虎將之首，在北館裡極有大將之風，深得仁哥賞識。因緣際會下認識小淇，雖然表面上兩人如同冤家、屢屢吵架，內心卻深深為對方著迷，墜入愛河，但此時北館卻深陷販毒危機，阿慶也因此銜命行刺湳坑的「世界」，並殺了湳坑一幫小弟，最後亡命天涯，對女友小淇不告而別。 |
| 謝欣穎 | 詩淇（小淇）   | 職業是攝影師，舅舅是刑警「紅猴」。在北館仁哥女兒滿周歲宴時小淇因為臨時幫同事代班，與阿慶相識 ，兩人一開始水火不容，但最後墜入愛河。但在一次約會途中，受到伏擊，遭「世界」的手下砍傷。阿慶認為女友是受到自己的連累，為了不讓女友繼續受到生命威脅，忍痛分手。  |

### 北館
| 演員   | 角色            | 介紹 |
| 高捷   | 陳金貴（貴董）  | 北館角頭創始人，也是阿仁、五虎們最敬重的龍頭老大，在地方上的地位猶如士紳，為人處處以情義為重，將“以和為貴”四個字作為人生準則。貴董開始漸漸下放角頭事業，但仍然關切江湖事。非常信任阿仁，待阿仁如父子一般，教導阿仁如何經營角頭、如何立足江湖之餘，也不吝教誨他做人的道義，心中已屬意未來將北館交給阿仁管理。與《角頭》中的警官「嘴鬚伯」，是孿生兄弟關係。 |
| 柯叔元 | 高國仁 （仁哥） | 貴董最信任的門生，北館實際上的主事者。做事穩重，總是將貴董的教誨謹記於心，對外人也十分客氣有禮，絲毫沒有架子，但也有凶狠的一面，當北館面臨危機時會對敵人毫不留情地出手，只要他和手下們說對敵人「好好的處理」，手下們就知道必須讓敵人在今天從他眼前消失。（《角頭2：王者再起》高國仁由王識賢飾演）                                                          |
| 黃尚禾 | 陳國超（阿超）  | 北館五虎將之一，五虎將裏能力僅次於阿慶，跟阿嬤相依為命，個性衝動、愛財如命，是一個能為錢忍受一切屈辱的人。正值積極拼事業的階段，因此極想在仁哥面前求有表現，並希望五虎將可以一同為仁哥、為北館打天下，因此非常不理解阿慶為愛浪流連。 |
| 唐振剛 | 潘忠偉（潘帥）  | 北館五虎將之一，無論是外形還是個性都是一副斯文無害的模樣，一點都不像黑道兄弟，不喜歡打打殺殺，他認為自己在角頭裡和投緣的兄弟在一起很快樂，五虎將之間的情誼也是他投入角頭的原因。 |
| 張再興 | 游宗保（宗保）  | 北館五虎將之一，與阿慶情同真兄弟，一起入北館，個性散漫、滿嘴幹話，自戀的他非常愛挑逗女性，但遇到狀況也是一名狠將，不過他的狠及殺氣，是因為有阿慶做靠山才能發揮，少了阿慶，勇猛的殺氣大打折扣。 |
| 吳震亞 | 郭智達（胖達）  | 北館五虎將之一，是一名勇猛的武將，來自花蓮吉安的原住民，青少年時期翹家到台北後就跟著阿慶，備受阿慶照顧，因此對阿慶忠心耿耿。其實個性憨厚溫和，富幽默感，不是一個隨便抓狂的人，但阿慶一聲令下，便會把對方折磨的不似人形。 |
| 曾珮瑜 | 邱美娟（仁嫂）  | 北館仁哥的妻子，也是個新手媽媽，薄施脂粉但落落大方，個性溫柔賢淑，是眾人心目中敬重的大嫂。 |
| 邵昕   | C哥             | 仁哥的好兄弟，與仁哥都是北館的大哥輩，年輕時候兩人常一起為了北館與別的角頭幫派車拼。 |
| 林煜翔 | 徐子翔（翔哥）  | 北館骨幹成員。 |
| 林世融 | 阿柱            | 仁哥的司機與近身，北館四小龍之一。 |
| 孫綻   | 阿明            | 北館四小龍之一。 |
| 黃冠智 |                 | 北館四小龍之一。 |
| 凃力榮 |                 | 北館四小龍之一。 |
| 郭亞崙 |                 | 北館四小龍之一。 |

### 湳坑
| 演員   | 角色           | 介紹 |
| 龍劭華 | 石霸（霸董）   | 湳坑角頭的龍頭老大，人稱霸董，湳坑角頭創始人，重情重義、是非分明、老謀深算，與北館貴董是昔日一起打天下的換帖兄弟，因健康因素，近年來已不太插手江湖事，將湳坑的事業交給女婿「世界」去管理，孰料使江湖變得腥風血雨。 |
| 盛鑑   | 謝凱承（世界） | 外號「世界」，由本名「謝凱承」與「世界」臺語音近而來。湳坑角頭接班人。妻子是石霸的女兒石珮瑜。雖為一家人，但世界不能理解石霸的經營理念，認為湳坑一直被北館、北城佔便宜，更不滿石霸說要將湳坑交由他管理，卻一直施壓、牽制於他，他不擇手段地收攏小陶與宇道對北館出手，出格的行為讓他與石霸、石珮瑜時常發生衝突，最後遭阿慶行刺，逃亡時遭到小陶亂槍射死。 |
| 曾莞婷 | 石珮瑜         | 石霸的女兒、世界的妻子。是位美麗動人的市議員，這樣的身分使湳坑得以力上加力，與丈夫世界聯手推動各項建設案與都更案。石珮瑜對父親又敬又畏，所以在面對世界的陰謀時，她想壓制世界，卻又心疼世界不能得志，讓她常常困在世界與石霸之間左右為難。 |
| 古斌   | 陶向元（小陶） | 化工系高材生，生性孤僻、不善言辭，僅與高中同學宇道友好，為了討好宇道，研發出新興毒品「壞壞」讓他販售，卻不料遭世界利用其技能。常遭到世界的欺侮，後遭霸董策反，在世界逃亡時，嗑藥後槍殺了他。後養成了狠辣的個性手段，信奉著「毒品和暴力能解決一切」的理念成為一個慘無人道的江湖猛將，改以「壞壞」之名，行走江湖。                                       |
| 林道禹 | 宇道           | 在北館出身長大，是小陶的高中同學與好友，拿他製的毒在道上販售，並帶領一幫自稱「義氣聯盟」的小嘍囉。討好宗保不成對北館萌生恨意，後便改投世界麾下，受世界指使在北館地盤放藥。之後與黑化後的壞壞一同加入健合會。 |
| 謝宜峻 | 阿峻           | 「世界」的保鑣與心腹，做事心狠手辣，在槍戰中被阿慶突襲亂拳打死。 |
| 張彼勒 | 手下           | 石霸的隨扈，他的頭號手下兼心腹。 |

### Alan的殺手集團
| 演員   | 角色 | 介紹 |
| 柯有倫 | Alan | 出生於香港，其父親曾為湳坑創始人石霸的得力門生與湳坑的接班人，同時又是北館老大仁哥的好哥們，因此他能遊走於兩大角頭之間，自己又統領著一群武裝份子，是個厲害且神祕的角色。最後念在自己父親老大石霸需要幫忙於隨後帶領自己的集團去狙殺世界。 |
| 孫一明 | 大牛 | 香港人，為Alan父親的手下，主職為軍火商與職業殺手。其原型為四海幫前幫主賈潤年。 |
| 賴建邦 | 阿鬼 | Alan的手下，武裝份子與職業殺手。 |

### 北城
| 演員   | 角色 | 介紹 |
| 太保   | 哈達 | 北城角頭老大，與北館貴董、湳坑石霸是多年好友，也都是赫赫有名的老角頭。哈達育有一子，名叫郭林春，綽號「憨春」，一直希望兒子未來接手北城後可以再度壯大北城。 |
| 張曦帆 | 稀飯 | 哈達的跟班小弟，也是北城的幹部。 |

### 其他角色
| 演員   | 角色     | 介紹 |
| 陳竹昇 | 紅猴     | 市刑大警官，小淇的舅舅，遊走於黑白兩道之間，深知角頭的關係錯綜複雜，因此當他知道小淇與阿慶在一起之後，心裡十分擔心。 |
| 王宣   | 宣宣     | 潘帥的女友，天真善良，期待能與潘帥舉辦浪漫婚禮，過平凡安逸的生活。                                                   |
| 李晴   | 香奈     | 宇道的小模好友，在毒趴中嗑藥過量當場中毒慘死。                                                                       |
| 李思瑾 | 小淇同事 | 小淇公司的同事，原本是負責拍攝仁哥女兒滿月宴的攝影師，但因身體不適，臨時找小淇代班。                                 |
| 米恩綺 | 小淇同事 | 小淇公司的同事。 |
| 伍瑩   | 小瑩     | 小淇公司的同事。 |
| 蔡心   | 小張     | 小淇公司的同事。 |
| 唐玲   | 美娜姊   | 美娜小吃店的老闆娘，與阿慶等人熟識，在宇道闖入北館時懷疑對阿慶等人圖謀不軌便打電話給阿超前來處理。                   |
| 潘嘉麗 | 新娘     | 委託小淇公司拍攝婚紗照的新娘。                                                                                       |

## 獎項紀錄
| 類別   | 頒獎日期       | 獎項       | 入圍者／作品 | 結果 | 參考  |
| ------ | -------------- | ---------- | ------------ | ---- | ----- |
| 金馬獎 | 2021年11月27日 | 最佳男主角 | 鄭人碩       | 提名 | [ 4 ] |
| 金馬獎 | 2021年11月27日 | 最佳男配角 | 龍劭華       | 提名 | [ 4 ] |

## 外部連結
- 開眼電影網上《角頭—浪流連》的資料（繁體中文）
- 台灣電影網上《角頭—浪流連》的資料（繁體中文）